# Ludovic al VII-lea al Franței
Ludovic VII (numit cel Tânăr) (franceză Louis le Jeune), (n. 1120, Paris, Regatul Franței – d. 18 septembrie 1180, Paris, Regatul Franței) a fost rege al Franței, fiu și succesor al regelui Ludovic al VI-lea. A domnit din 1137 până la moartea sa. A fost membru al Casei Capet.
Domnia sa a fost dominată de luptele feudale (în special cu familia Angevin), și a văzut începutul rivalității de lungă durată dintre Franța și Anglia. În timpul domniei sale s-a început construcția Catedralei Notre-Dame din Paris. Este fondator al Universității din Paris. A fost promotor al dezastruoasei cruciade a doua.

## Origine
Ludovic al VII-lea al Franței, numit și Ludovic VII Cel Tânăr (fr. Louis VII le Jeune, 1120—1180) - rege francez (1137—1180), era fiul lui Ludovic al VI-lea al Franței Cel Gros.
S-a căsătorit cu Eleanor (sau Aliénor), Ducesă de Aquitania, moștenitoarea ducatului Aquitania. Interesul acestei căsătorii, inițiată de tatăl său, Ludovic al VI-lea, a fost acumularea ținuturilor.

## Cruciada

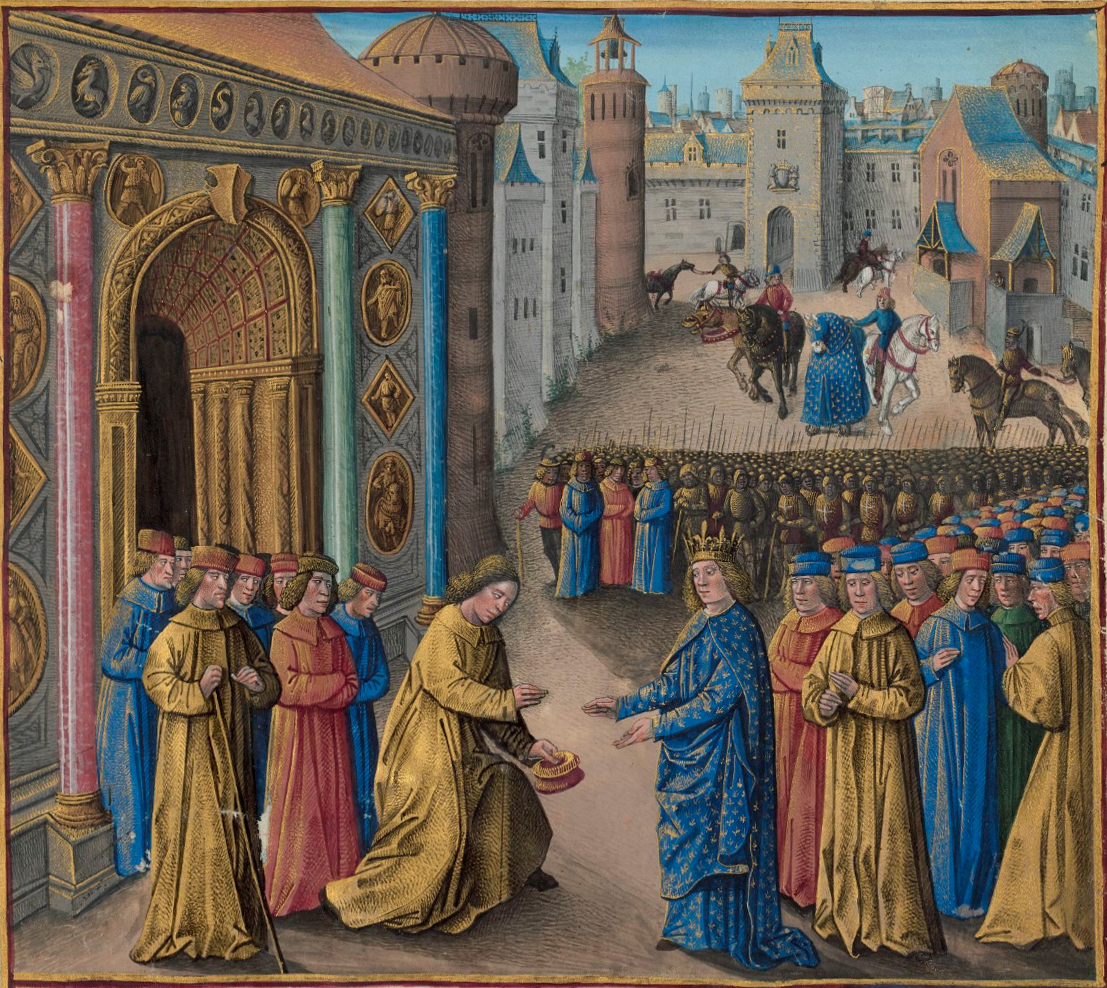
Raymond de Poitiers întâmpinându-l pe Ludovic al VII-lea la Antioch.

În 1146 Ludovic VII merge în cruciada creștină, din cauza zvonurilor infidelității lui Eleanor o ia în războiul sfânt. Cruciada se dovedește a fi nereușită, mare parte a armatei cruciate murind din cauza foamei și din refuzul unui ajutor din partea bizantinilor. 
Ajunge în Antiohia cu ce a mai rămas din armată, apoi pleacă tainic spre Tir sperând că va primi trupe noi, se îndreaptă spre Damasc, dar este învins. Ajunge la rugămintea templierilor în Ierusalim, unde stă până de Paște, apoi se întoarce acasă în anul 1149.

## Infidelitate
Ajuns în Franța, anulează mariajul cu Eleanor, căreia îi reîntoarce ținuturile. Eleanor de Aquitainia se va căsători cu Henric al II-lea al Angliei Plantagentul, care deși era vasal Franței, deținea mai mult regiuni în Franța decât Regele Franței - Ludovic al VII-lea.

## Moștenitor
Doar după a treia sa căsătorie, Ludovic al VII-lea a avut un moștenitor - Filip II August.

## Căsătoriile și copiii
A fost căsătorit de 3 ori. 
Prima dată cu Eleanor de Aquitainia, cu care a avut:
- Maria a Franței, căsătorită cu Henric de Champagne;
- Alix a Franței, căsătorită cu Theobald V de Blois.

Apoi cu Constance de Castilia:
- Margherita a Franței (1158–97), măritată cu Henric Cel Tânăr și apoi cu Regele Béla al III-lea al Ungariei
- Alis (4 octombrie 1160 – 1220), logodită cu Regele Richard I al Angliei, s-a măritat cu William III Talvas, Conte de Ponthieu.

A treia căsătorie, cea cu Adele de Champagne:
- Filip al II-lea August, Rege al Franței (22 august 1165 – 1223), Rege al Franței;
- Agnes a Franței (1171–1240), care i-a fost dată lui Alexius II-lea Comnenus (1180–83), dar s-a căsătorit cu Andronicus I Comnenus (1183–85), apoi cu Theodore Branas (1204).